# Екатеринбургский государственный театральный институт
Екатеринбу́ргский госуда́рственный театра́льный институ́т— одно из девяти высших театральных учебных заведений России, единственный театральный вуз на Урале. Альма-матер значительного числа выдающихся деятелей культуры и искусства.

## История
В 1935 году решением Свердловского горсовета было создано Свердловское театральное училище (до 1936 года — театральный техникум).
Приказом Управления по делам искусств при СНК РСФСР от 16 ноября 1944 г. Свердловское театральное училище преобразовано в Свердловский государственный театральный институт. Директором и художественным руководителем института стал театральный педагог Г.Г. Гвинеев.
С 7 мая 1945 года вуз обрел наименование «Уральский государственный театральный институт», пост его директора занял В. Третьяков.
Первый выпуск института в 1946 году составил 14 человек, из которых 5 поступили работать в Свердловский ТЮЗ, а 9 человек разъехались по театрам Свердловской области.
7 марта 1950 года институт попал под ликвидацию.
Воссоздание Свердловского театрального училища произошло 2 августа 1960 года в соответствии с приказом Министерства культуры РСФСР № 692 от 2 августа 1960 г. и решением исполкома Свердловского областного Совета депутатов трудящихся № 541 от 8 июля 1960 г. — на базе Свердловского областного драматического театра с одновременным упразднением существующей при нем театральной студии.
В 1983 г. училище настигла ликвидация. На его базе был создан театральный факультет Свердловской консерватории.
27 сентября 1984 г. горисполком принял решение о возрождении Свердловского государственного театрального института на базе театрального факультета Свердловской консерватории. 20 августа 1985 г. Совет Министров РСФСР принял постановление № 364 «Об организации Государственного театрального института в г. Свердловске». Одним из инициаторов восстановления учреждения в прежнем статусе выступил Б.Н. Ельцин — первый секретарь Свердловского обкома КПСС. Ректором-организатором института явился известный ученый-театровед Владимир Бабенко, возглавлявший вуз до 2016 г. 

### Попытка закрытия вуза
В начале ноября 2012 года по результатам мониторинга Минобрнауки России Екатеринбургский театральный институт попал в список «неэффективных» вузов. Спустя некоторое время появилась информация о том, что в Москве принято решение о реорганизации ЕГТИ путём преобразования его в один из факультетов Уральской государственной консерватории. Это решение вызвало недовольство среди культурной общественности Екатеринбурга, студенты собрались выходить на митинг. По мнению бывшего ректора Владимира Бабенко, критерии оценки деятельности вузов, которые применяло Минобрнауки России, нельзя распространять на все подряд учебные заведения, особенно выпускающие людей творческих профессий, и федеральные власти решили закрыть институт специально, чтобы уложиться в некую «разнарядку». Так, по одному из пунктов оценки — проценту иностранных студентов, ЕГТИ не дотянул в 2011 году до «планового» показателя всего 0,1 %, по другому — средний балл ЕГЭ — результат составил 57 баллов, при «норме» 60. Это Бабенко объясняет тем, что вуз принимает на обучение талантливых людей, и ЕГЭ не имеет решающего значения. При этом подметил, результат 57 баллов — не ниже среднего значения по вузам России. За вуз заступился известный драматург Николай Коляда, являющийся по совместительству преподавателем ЕГТИ. Коляда лично встретился с Губернатором Свердловской области Евгением Куйвашевым, чтобы обсудить будущее театрального института. Правительство области занялось разработкой программы сохранения ЕГТИ. Министерству культуры России и лично министру Владимиру Мединскому была предоставлена статистика, информация об успешной деятельности региональных театров, полученных ими наградах, известных выпускниках вуза. В результате Екатеринбургский театральный институт вывели из списка «неэффективных» и не стали реорганизовывать, однако часть функций по финансированию учебного заведения областным властям пришлось взять на себя.

## Руководители
Директора Свердловского театрального училища:
- 1960—1962 — Василевский Николай Степанович

…
- 1982 (ноябрь) — 1983 (ноябрь) — и. о., 1983 (ноябрь) — 1986 (май) — Коган Майя Зиновьевна[20]

Ректоры Свердловского (Екатеринбургского) театрального института:
- 1986—2016 — Бабенко Владимир Гаврилович
- 2016 — н.в. — Глуханюк Анна Аркадьевна

## Кафедры
- мастерства актёра
- театра кукол
- музыкального театра
- пластической выразительности
- сценической речи
- продюсерства, теории и практики исполнительских искусств
- истории театра и литературы

## Специальности (направления, программы подготовки)
- Актёрское искусство
  - «Артист драматического театра и кино»
  - «Артист драматического театра и кино. Ведущий телевизионных программ»
  - «Артист театра кукол»
  - «Артист музыкального театра»
- Режиссура театра
  - «Режиссёр драмы»
- Театроведение, театральный менеджмент и продюсирование
  - «Театровед — менеджер» («Продюсер исполнительских искусств»)
- Литературная работа
  - «Литературный работник»

## Учебный театр

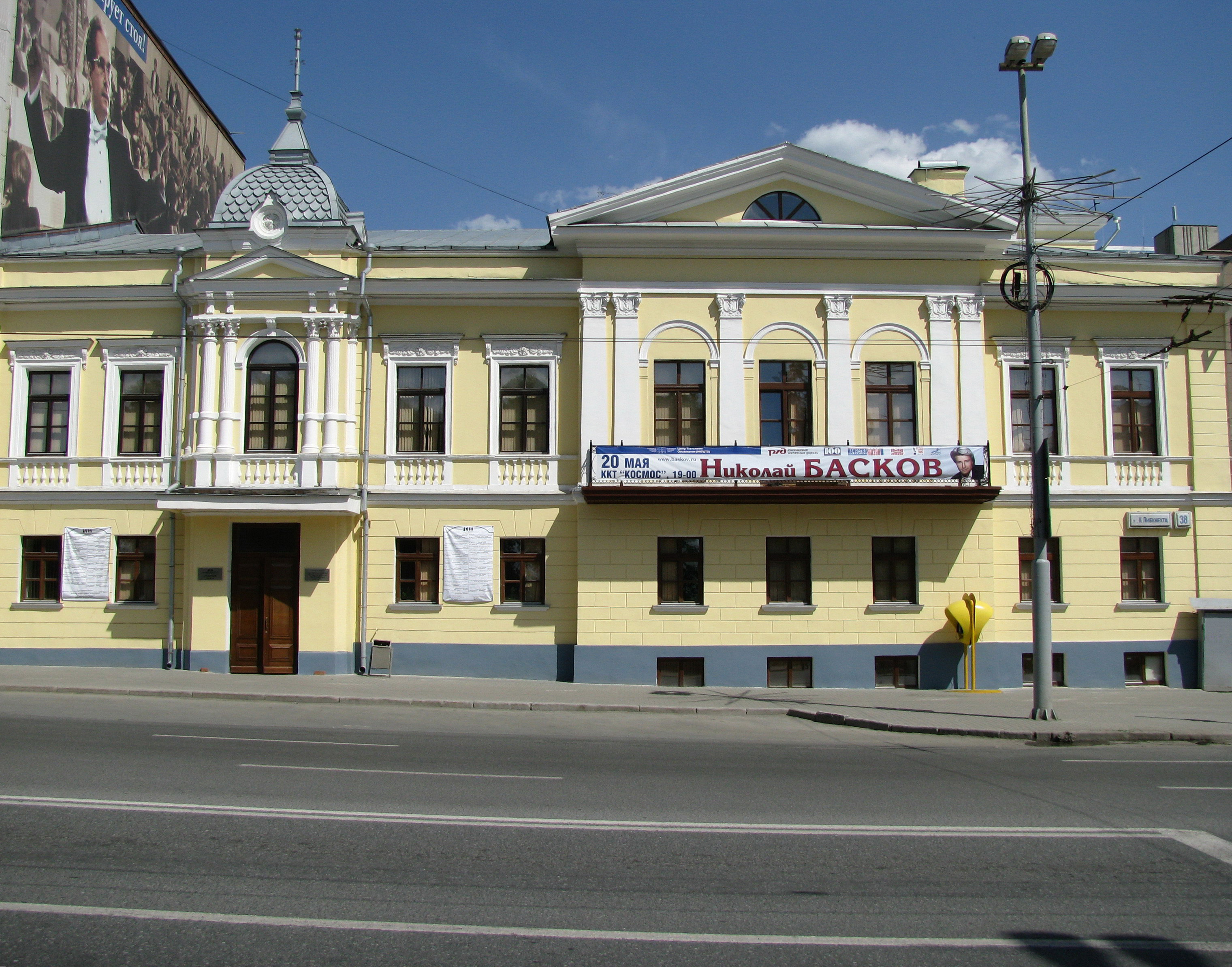
Здание учебного театра на ул. Карла Либкнехта

ЕГТИ имеет свой учебный театр, расположенный в отдельном здании в центре Екатеринбурга на ул. Карла Либкнехта, 38, который на должном уровне обеспечен необходимыми подразделениями, помещениями и оборудованием; здесь имеется своё билетное хозяйство, пошивочный, костюмерный, звуко- и электроцех, гримёрные.

## Выпускники и люди, связанные с вузом
В разные годы в училище, а затем институте получали образование многие известные актёры, деятели искусства Урала, Сибири, европейской части России и ближнего зарубежья. Ряд из них удостоился государственных наград и занял почетное место в сфере культуры. Некоторые именитые мастера, не окончившие учреждение, были причастны к его жизни.

### Народные артисты СССР
- Михаил Мансуров — актёр, народный артист СССР

### Народные артисты РСФСР и России
- Владимир Аверин — актёр, народный артист России
- Галина Алёхина — актриса, народная артистка России
- Сергей Арцибашев — актёр, режиссёр, народный артист России, двухкратный лауреат Государственной премии России
- Галина Астраханкина — актриса, народная артистка РСФСР
- Игорь Белозёров — актёр, народный артист РСФСР
- Владимир Бухаров — актёр, народный артист России
- Полина Ванеева — актриса, народная артистка РСФСР
- Любовь Ворожцова — актриса, народная артистка РСФСР
- Валентин Воронин — актёр, педагог, народный артист РСФСР
- Тамара Воронина — актриса, мастер художественного слова, народная артистка России
- Людмила Долматова — актриса, народная артистка РСФСР
- Ольга Дроздова — актриса, народная артистка России
- Алла Забелина — актриса, народная артистка России
- Светлана Замараева — актриса, народная артистка России, лауреат премии «Золотая маска»
- Александр Иванов — актёр, народный артист России
- Владимир Ильин — актёр, народный артист России, лауреат Государственной премии России, четырехкратный обладатель премии «Ника»
- Наталья Исаева — актриса, народная артистка России
- Иосиф Камышев — актёр, народный артист России
- Екатерина Карпова — актриса, педагог, народная артистка России
- Вячеслав Кириличев — актёр, народный артист России
- Юрий Копылов — актёр, народный артист России
- Наталья Королёва — актриса, педагог, народная артистка России
- Анатолий Кузнецов — актёр, народный артист России
- Татьяна Малягина — актриса, народная артистка России
- Вячеслав Мелехов — актёр, народный артист России
- Владимир Мотыль — режиссёр, сценарист, народный артист России, лауреат Государственной премии России
- Алексей Петров — актёр, режиссёр, педагог, народный артист России
- Борис Плотников — актёр, педагог, народный артист России
- Вера Рабовская — актриса, народная артистка России
- Виктор Саитов — актёр, режиссёр, педагог, народный артист РСФСР
- Михаил Скоморохов — актёр, режиссёр, педагог, народный артист России
- Владимир Татосов  — актёр, режиссёр, педагог, народный артист РСФСР
- Нина Шарова — актриса, народная артистка РСФСР

### Народные артисты стран ближнего зарубежья
- Ольга Коржева — актриса, народная артистка Казахстана
- Александра Марусич — актриса, народная артистка Кыргызстана

### Заслуженные деятели искусств России,Беларуси
- Дмитрий Астрахан — актёр, режиссёр, заслуженный деятель искусств России
- Николай Коляда — актёр, писатель, драматург, сценарист, режиссёр, заслуженный деятель искусств России
- Виктор Васильев — актёр, заслуженный деятель искусств Беларуси
- Валерий Пашнин — режиссёр, педагог, заслуженный деятель искусств России
- Алексей Песегов — режиссёр, заслуженный деятель искусств России

### Заслуженные артисты РСФСР и России, Казахстана
- Александр Анкудинов — актёр, режиссёр, заслуженный артист России
- Наталья Гребёнкина — актриса, заслуженная артистка России
- Юрий Дуванов — актёр, заслуженный артист России
- Ирина Ермолова — актриса, заслуженная артистка России
- Андрей Ефимов — актёр, режиссёр, художник, драматург, заслуженный артист России
- Людвига Карлова — актриса, заслуженная артистка России
- Виталий Коваленко — актёр, заслуженный артист России
- Валерия Крымская — актриса, заслуженная артистка Казахстана
- Елена Лазарева — актриса, заслуженная артистка России
- Юрий Лахин — актёр, заслуженный артист РСФСР
- Олег Леушин — актёр, заслуженный артист России
- Елена Одинцова — актриса, заслуженная артистка России
- Леонид Окунев — актёр, заслуженный артист России, почётный гражданин Тюмени
- Виктор Соловьёв — актёр, заслуженный артист России
- Анатолий Солоницын — актёр, заслуженный артист РСФСР, обладатель приза «Серебряный медведь» Берлинского международного кинофестиваля 1981 года
- Валерий Чумичёв — актёр, заслуженный артист России
- Олег Ягодин — актёр, рок-исполнитель, заслуженный артист России

### Народные артисты республик в составе России
- Сергей Печенников — актёр, режиссёр, народный артист Республики Марий Эл

### Прочие деятели культуры и искусства
- Александр Бабенко — актёр, танцовщик, вокалист, режиссёр
- Эльза Бадьева — писатель, журналист, заслуженный работник культуры РСФСР
- Мария Ботева — поэт, драматург, журналист, педагог
- Игорь Балалаев — актёр, вокалист, почётный деятель искусств Москвы
- Олег Богаев — драматург, лауреат премии «Антибукер», главный редактор журнала «Урал»
- Ирина Васьковская — драматург, сценарист, режиссёр
- Альберт Зинатуллин — актёр, режиссёр, продюсер, сценарист, поэт, лауреат премии им. Бажова
- Виктор Логинов — актёр, телеведущий
- Людмила Матис — режиссер, арт-менеджер, заслуженный работник культуры России
- Юлия Михалкова — актриса, телеведущая, участница шоу «Уральские пельмени»
- Анатолий Праудин — режиссёр, лауреат Государственной премии РСФСР
- Ольга Прохватыло — актриса, участница телепроектов
- Ярослава Пулинович — драматург, сценарист
- Лика Рулла — актриса, исполнительница мюзиклов
- Василий Сигарев — драматург, сценарист, продюсер, лауреат премий «Дебют», «Антибукер», «Эврика», «Новый стиль», «Evening Standard Awards»
- Ринат Ташимов — драматург, режиссёр, сценарист
- Яна Троянова — актриса, телеведущая, лауреат премии «Белый слон»
- Валентина Титова — актриса, супруга Владимира Басова
- Виталий Юферев — актёр, поэт, заслуженный работник культуры РСФСР